# 立新村西遗址
立新村西遗址，位于中国青海省刚察县泉吉乡立新村，为青海省刚察县县级文物保护单位，公布日期为1981年3月8日，类型为古遗址。
立新村西遗址的历史年代为卡约文化时期。